# Agatha All Along
«Agatha All Along» (с англ. — «Это всё Агата») — оригинальный саундтрек из сериала «Ванда/Вижн». Написан композиторами сериала Кристен Андерсон-Лопес и Робертом Лопесом для седьмого эпизода «Ломая четвёртую стену». Песня была исполнена актрисой Кэтрин Хан вместе с Робертом Лопесом, Эриком Брэдли, Грегом Уипплом, Джаспером Рэндаллом и Джеральдом Уайтом, выступающими в качестве бэк-вокалистов. Она черпала вдохновение из тематических песен сериалов «Семейка монстров» и «Семейка Аддамс» и стала вирусной после появления в эпизоде. «Agatha All Along» была официально выпущена 23 февраля 2021 года как часть WandaVision: Episode 7 (Original Soundtrack).

## Предпосылки и производство

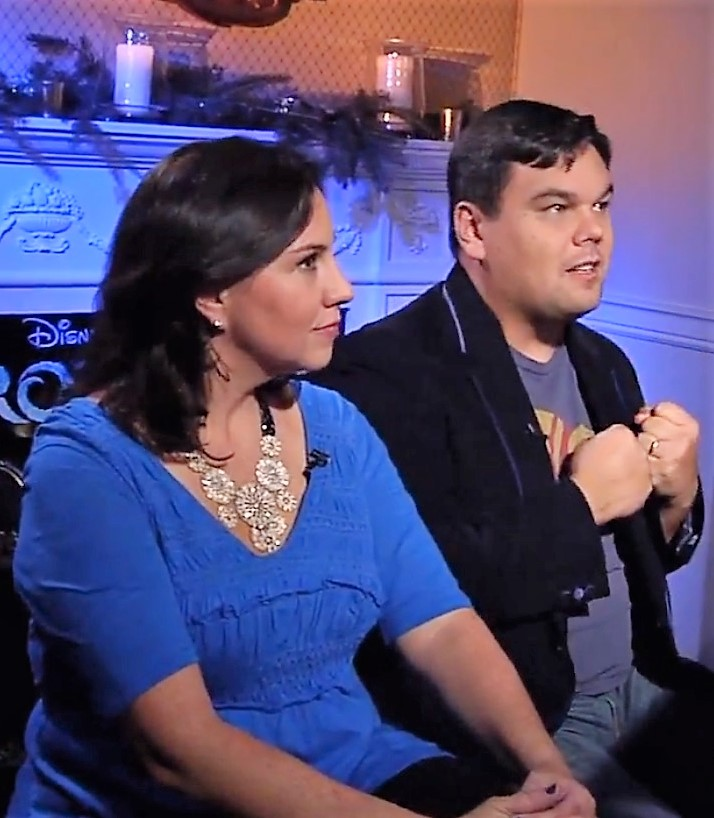
Роберт Лопес (справа) и его жена Кристен Андерсон-Лопес (слева) — создатели песни

В декабре 2020 года было объявлено, что Роберт Лопес и Кристен Андерсон-Лопес написали тематические песни для некоторых эпизодов сериала «Ванда/Вижн» от Marvel Studios для Disney+. Седьмой эпизод сериала «Ломая четвёртую стену» был выпущен на Disney+ 19 февраля 2021 года и закончился раскрытием того, что персонаж Агнес (Кэтрин Хан) на самом деле была Агатой Харкнесс и манипулятором искусственно созданного мира Ванды Максимофф — американского ситкома в Уэствью. Раскрытие сопровождалось заголовком для сериала «Agatha All Along», в котором фигурировала песня Андерсон-Лопес и Лопеса, а также эпизоды, показывающие моменты, когда за какими-либо событиями стояла Агата. В титрах для «Ломая четвёртую стену» песня была названа «It Was ______ All Along», чтобы заранее не раскрыть истинную личность Агаты.
«Agatha All Along» была похожа на заглавную песню для сериала «Семейка монстров» и на песню «The Addams Family Theme» из сериала «Семейка Аддамс». Она была приближена к музыке прошлых сериалов, посвящённых монстрам, чтобы придать главной теме Агаты «колдовское омерзительное чувство» с «лёгким оттенком тенора Умпа-Лумпа». Хан — ведущая певица этой темы, а Лопес поёт бэк-вокал вместе с Эриком Брэдли, Грегом Уипплом, Джаспером Рэндаллом и Джеральдом Уайтом, другими бэк-вокалистами из предыдущих тематических песен. Лопес и Андерсон-Лопес спродюсировали песню, которую аранжировал и оркестровал Дэйв Мецгер.
Песня начинается с ми минор, а затем переходит в си-бемоль в басе, который представляет собой тритоновый интервал, с бриджем в центре соль мажор и концовкой «Shave and a Haircut». Тритон — это тот же интервал, который использовали Андерсон-Лопес и Лопес в последних двух нотах их четырёхнотного мотива «Ванда/Вижн», использованного в их других тематических песнях. Песня включает в себя «роговой рифф биг-бэнда», «китчевые органы, весёлые баритоны», «хлоп-хлоп, хлопок, ловушка» и поётся «странными-жуткими голосами» с текстами, которые раскрывают, что Агата стояла за всеми трагедиями шоу.

## Релиз
«Agatha All Along» была выпущен в цифровом виде на Marvel Music и Hollywood Records 23 февраля 2021 года как второй трек альбома WandaVision: Episode 7 (Original Soundtrack). Изначально саундтрек планировалось выпустить 26 февраля, и в The Verge предположили, что релиз был перенесён на более ранний срок из-за популярности песни.

## Реакция
После выхода эпизода «Ломая четвёртую стену» песня «Agatha All Along» стала вирусной. Зрители особенно заинтересовались этой темой, создав различные ремиксы, мемы и видео TikTok в последующие дни. К 23 февраля хэштег для песни стал популярной темой в Твиттере, и Дисней связал хэштег со своим смайликом Агаты.
Комментаторы назвали песню «запоминающейся», с «восхитительными» текстами, и сравнили её с песней «Ведьмаку заплатите чеканной монетой» из сериала «Ведьмак» от Netflix, которая также стала вирусной. Песня также называлась «официальным хитом лета 2021 года», песней года и песней, которая будет востребована на торжествах и в ночных клубах после пандемии COVID-19.
Алекс Залбен из Decider подробно остановился на том, почему эта тема оказалась более популярной, чем предыдущие темы из сериала, заявив, что «имитация темы из „Семейки монстров“ позволила ей получить „запоминающийся рифф“, который работает как проверенный временем „слуховой червь“», и добавил что «эти песни для злодеев, как видно во многих фильмах Walt Disney Animation Studios, более увлекательны и позволяют злодею „ужимки“». В Los Angeles Times Август Браун согласился с Залбеном в том, что «Agatha All Along» была злодейской песней в «Ванда/Вижн», описывая его как «мем-состояние очаровательного вампи сингла, который был радостным твистом сюжета шоу». Браун назвал пение Хан безупречным. Антонио Ферме из Variety назвал «Agatha All Along» «величайшей вводной песней всех времён» и «возможно, самым агрессивным ушным червём» из тематических песен „Ванда/Вижн“». Написав в Polygon, Джошуа Ривера чувствовал, что «Agatha All Along» была «лучшим моментом» Андерсон-Лопес и Лопеса в «ВандаВижен», назвав эту песню сериала «первым настоящим ушным червём: коротким, липким и чрезвычайно запоминающимся». Эмма Фрэйзер из Collider написала, что эта песня может (и должна) принести создателям победу на «Эмми».
После выпуска песня «Agatha All Along» заняла первое место в чарте саундтреков iTunes, а к 24 февраля 2021 года заняла пятое место в чарте 100 лучших синглов iTunes.